# Cheshmeh Paryān
Cheshmeh Paryān (persiska: چِشمِۀ پَريان, چشمه پريان, چم پريان, Cheshmeh-ye Parīān, Cham Paryān) är en ort i Iran.   Den ligger i provinsen Lorestan, i den centrala delen av landet, 400 km sydväst om huvudstaden Teheran. Cheshmeh Paryān ligger 1 383 meter över havet och antalet invånare är 148.
Terrängen runt Cheshmeh Paryān är kuperad åt sydost, men åt nordväst är den bergig. Cheshmeh Paryān ligger nere i en dal.Runt Cheshmeh Paryān är det ganska glesbefolkat, med 48 invånare per kvadratkilometer. Närmaste större samhälle är Bīsheh, 2,5 km väster om Cheshmeh Paryān. Omgivningarna runt Cheshmeh Paryān är i huvudsak ett öppet busklandskap.